# Ulrich Heinzmann
Ulrich Heinzmann (* 27. April 1946 in Villingen, Schwarzwald) ist ein deutscher Physiker und hat seit 1984 einen Lehrstuhl für Molekül- und Oberflächenphysik an der Universität Bielefeld. Er ist verheiratet und hat drei Kinder.

## Werdegang
Nach dem Studium der Physik den Nebenfächern Chemie, Mathematik und Lichttechnik an der Universität Karlsruhe und dem Erwerb des Physikdiploms im Jahre 1971 arbeitete Heinzmann zunächst von 1971 bis 1980 als Wissenschaftlicher Assistent an der Universität Münster und promovierte 1975 ebenda. 1980 habilitierte er ebenfalls in Münster und erhielt die Lehrberechtigung in Experimentalphysik. Am Fritz-Haber-Institut der Max-Planck-Gesellschaft Berlin war er von 1981 bis 1984 als Arbeitsgruppenleiter tätig, bevor er schließlich im Oktober 1984 einen Lehrstuhl an der Universität Bielefeld erhielt.

## Zusätzliche Berufstätigkeit
- Vorstandsvorsitzender der Gesellschaft zur Förderung des Forschungs- und Technologietransfers in der Universität Bielefeld e.V.
- stv. Vorsitzender in Gesellschafterversammlung und im Aufsichtsrat der "Institut für Innovations Transfer an der Universität Bielefeld GmbH"
- Mitglied in der zentralen Beitragskommission der Universität Bielefeld
- Mitglied der Beitragskommission der Fakultät für Physik der Universität Bielefeld
- Mitglied im BMBF-Kompetenzzentrum Nanostrukturtechnologie CC-UPOB (PTB Braunschweig)
- Gutachter für DFG, BMBF, VW-Stiftung und andere in- und ausländische Förderorganisationen

## Ehrungen und Auszeichnungen
- 1981 Physikpreis der Deutschen Physikalischen Gesellschaft
- 1998 Goldmedaille der Slowakischen Akademie der Wissenschaften
- 2000 Ordentliches Mitglied der Europäischen Akademie der Wissenschaften und Künste
- 2009 Ehrendoktorwürde (DrSc. h. c.) Slowakische Akademie der Wissenschaften, Bratislava

## Arbeitsgebiete
experimentelle Arbeiten der
- Atom- und Molekülphysik
- Oberflächenphysik
- Nanostrukturphysik und -technologie
- Synchrotronstrahlungs- und Röntgenphysik
- Laserphysik (fs und as Kurzzeitspektroskopie)
- Dünnschichtphotovoltaik